# Peter Froundjian
Peter Froundjian (* 1948 in Berlin) ist ein deutscher Pianist und künstlerischer Leiter des Festivals Raritäten der Klaviermusik. Bekannt ist er durch seine Spezialisierung auf selten gespielte Klaviermusik und seine langjährige Leitung des Festivals im Schloss vor Husum.

## Leben und Wirken
Peter Froundjian studierte Klavier bei Gerhard Puchelt in Berlin. Seit den 1980er-Jahren widmet er sich der Wiederentdeckung vergessener oder selten gespielter Werke der Klavierliteratur. Seine Interpretationen zeichnen sich durch stilistische Differenziertheit und historisch informierte Aufführungspraxis aus.
1987 gründete Froundjian das Festival Raritäten der Klaviermusik im Schloss vor Husum, das sich der Aufführung und Vermittlung unbekannter Klavierwerke widmet. Unter seiner künstlerischen Leitung entwickelte sich das Festival zu einer international anerkannten Plattform für Pianistinnen und Pianisten, die abseits des Standardrepertoires tätig sind.

## Diskografie (Auswahl)
- Christmas Piano Music (2017) – mit Werken von Ferruccio Busoni, Sergei Lyapunov, Carl Nielsen u. a.
- Aufnahmen von Werken u. a. von Rued Langgaard und Ignaz Friedman

## Auszeichnungen
Im November 2002 wurde Georg Peter Egia Froundjian mit dem Bundesverdienstkreuz ausgezeichnet.

## Rezeption
Das Festival in Husum gilt in der Fachwelt als  Beitrag zur Erweiterung des klassischen Repertoires. Internationale Presse und Fachpublikationen würdigten Froundjians Engagement für musikalische Entdeckungen und seinen Einfluss auf die Aufführungskultur.
Das Festival „Raritäten der Klaviermusik“ im Schloss vor Husum wurde in der Fachpresse vielfach gelobt. So schrieb die Frankfurter Allgemeine Zeitung:
- „… dieses Festival, seit 38 Jahren vom Pianisten Peter Froundjian mit Intelligenz und Geschmack kuratiert, ist alles andere als harmlos. Es sorgt fast in jeder Ausgabe für empfindliche Korrekturen am Musikgeschichtsverständnis …“ – Jan Brachmann, FAZ, 22. August 2024[6]

- „Wer kennt die pianistische Weltkriegsdichtung von Mel Bonis? Wer den Ernst der Polyphonie von Arno Babadjanian? Solche Schätze werden bei den ‘Raritäten der Klaviermusik’ gehoben.“ – Gerald Felber, FAZ, 16. August 2022[7]

- „Es ist eines der schönsten und wertvollsten Festivals der Welt.“ – FAZ, 2016 zum 30-jährigen Jubiläum[8]

Auch internationale und öffentlich-rechtliche Medien würdigten die Wirkung des Festivals:
- „Die ‘Raritäten der Klaviermusik’ haben sich schnell von einem Geheimtipp zu einem renommierten Festival entwickelt und entfalten eine fast magische Anziehungskraft auf ihre Besucher.“ – Deutschlandfunk Kultur, 16. Oktober 2011[9]

- „All of us owe a debt of gratitude to Peter Froundjian’s Schloss vor Husum Festival … for 21 years of exploration into the byways of the piano repertoire.“ – Gramophone, Februar 2010[10]